# Geal Charn
Geal Charn är ett berg i Storbritannien.   Det ligger i kommunen Highland och riksdelen Skottland, i den norra delen av landet, 700 km nordväst om huvudstaden London. Toppen på Geal Charn är 1 049 meter över havet, eller 450 meter över den omgivande terrängen. Bredden vid basen är 5,7 km.
Terrängen runt Geal Charn är huvudsakligen kuperad. Trakten runt Geal Charn är nära nog obefolkad, med mindre än två invånare per kvadratkilometer. Omgivningarna runt Geal Charn är i huvudsak ett öppet busklandskap.